# Gurskøy
Gurskøy is een eiland in de Noorse provincie Møre og Romsdal. Het zuidwestelijke deel hoort bij de gemeente Sande, het noordoosten bij de gemeente Herøy.  Het is door bruggen verbonden met de naastgelegen eilanden Hareidlandet en Leinøya. Grootste dorp op het eiland is Larsnes, waar het gemeentebestuur van Sande is gevestigd.

## Kerken
Op het eiland staan vier kerken. De kerk in Indre Herøy in het noorden van het eiland dateert uit 1916. In Leikanger, aan de oostzijde, staat een kerk uit 1807, die oorspronkelijk in Sjøholt stond en in 1872 opnieuw werd opgebouwd in Leikanger. De kerk in Gursken dateert uit 1919. In Larsnes staat sinds 1989 een eigen kerk, die wel deel uitmaakt van de parochie van Gursken.

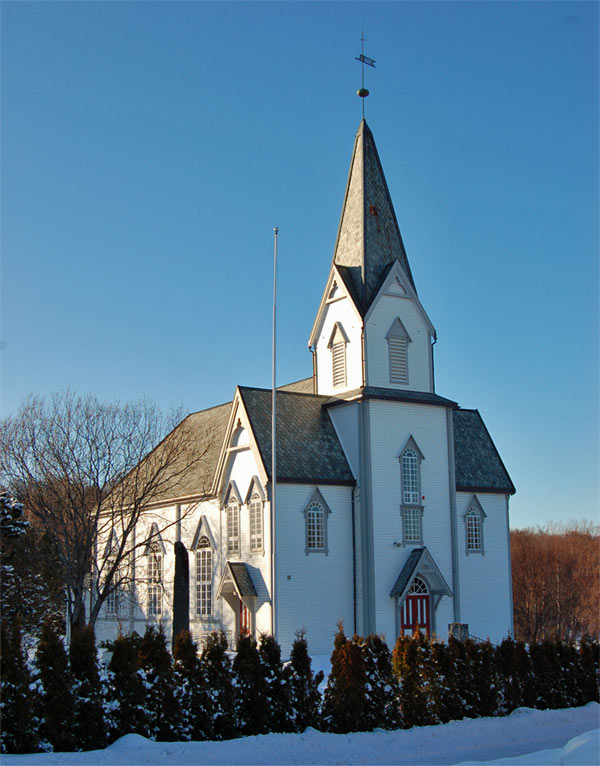
kerk van Indre Herøy
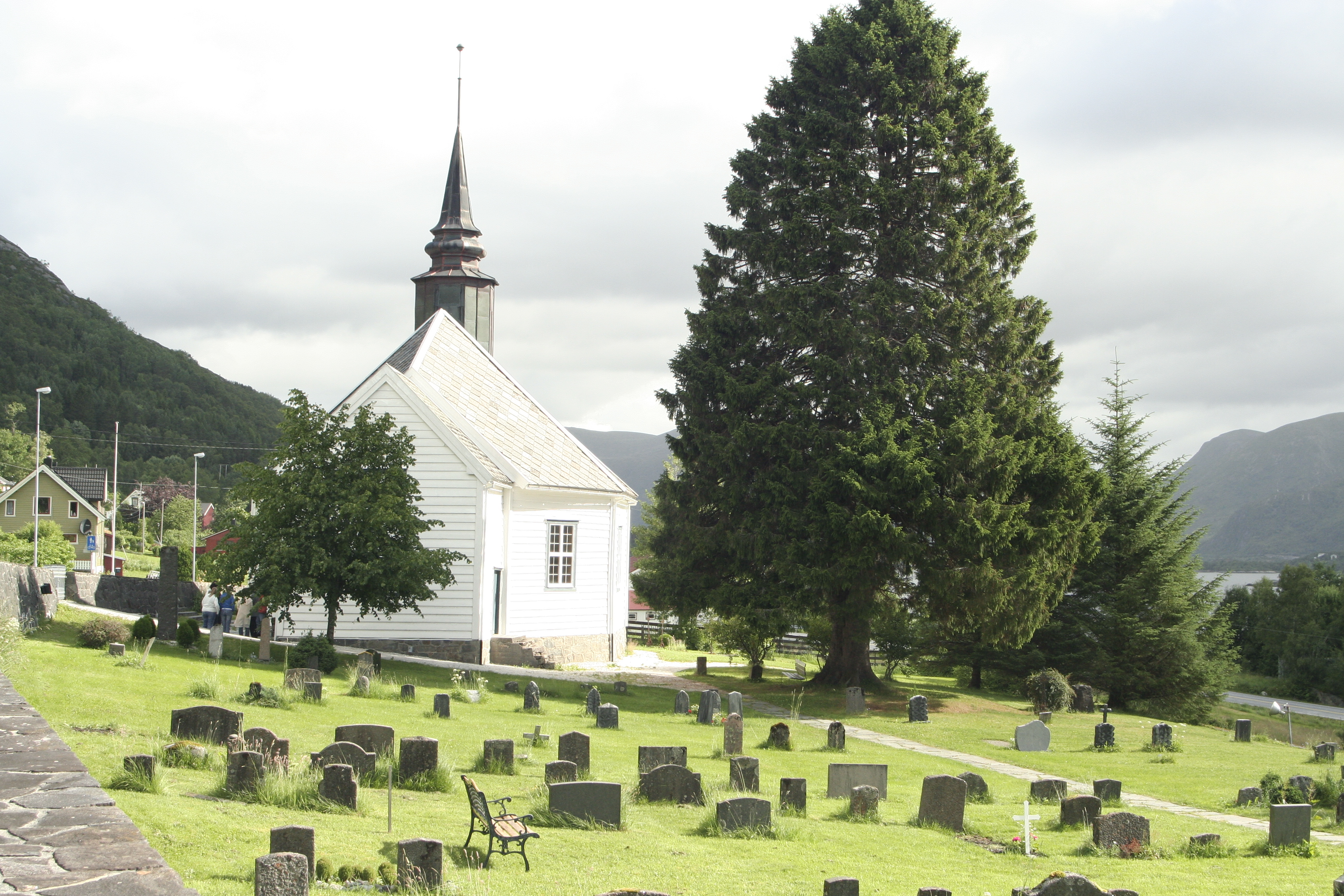
Leikanger
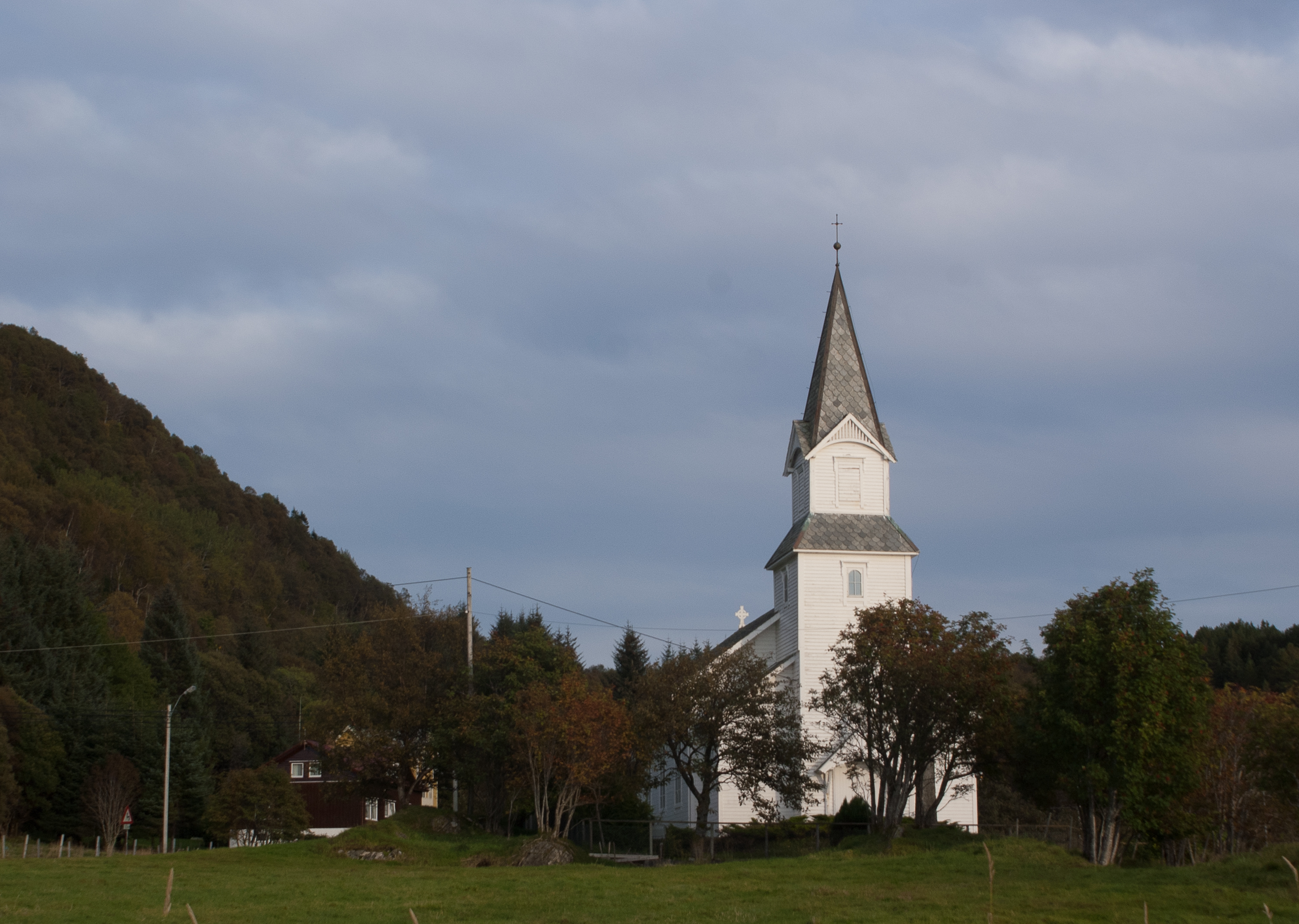
Gursken